# Spoorlijn 79
Spoorlijn 79 was een Belgische spoorlijn die Blaton met Quevaucamps verbond. De korte enkelsporige lijn was 3,0 km lang.

## Geschiedenis
Op 20 mei 1895 werd het gedeelte tussen Blaton en Quevaucamps-Place geopend, gevolgd door het baanvak tussen Quevaucamps-Place en Quevaucamps op 1 juli 1897. Tijdens de Tweede Wereldoorlog werd de lijn buiten dienst gesteld en opgebroken in 1942.
In de periode 1905-1910 werd er gebruik gemaakt van stoomrijtuigen op deze lijn.

## Aansluitingen
In de volgende plaats was er een aansluiting op de volgende spoorlijnen:
Blaton
Spoorlijn 78 tussen Saint-Ghislain en Doornik
Spoorlijn 80 tussen Blaton en Bernissart
Spoorlijn 81 tussen Blaton en Aat